# Lac Granet
Pour les articles homonymes, voir Granet.
Ne doit pas être confondu avec Granet Lake (North-West Territory) ou Granettes.
Le lac Granet est un plan d'eau douce du canton de Granet, dans le territoire non organisé de Lac-Granet, dans la Réserve faunique La Vérendrye, dans la municipalité régionale de comté (MRC) de La Vallée-de-l'Or, dans la région administrative d'Abitibi-Témiscamingue, au Québec, au Canada.
Le lac Granet constitue l’un des grands plans d’eau de la partie supérieure du bassin versant de la rivière des Outaouais.
Ce lac est situé entièrement en zone forestière. La surface du lac est généralement gelée du début décembre à la mi-avril. La foresterie constitue la principale activité économique de ce secteur ; les activités récréotouristiques sont en second.

## Géographie
Le lac Granet est surtout alimenté par la rivière Marrias (venant du Nord-Est) et la rivière des Outaouais (venant du Sud).
L'embouchure du lac Granet (côté Nord du lac) se situe à :
- 22,3 km au Nord-Est d’une baie du Nord du réservoir Decelles ;
- 31,1 km au Nord-Ouest du réservoir Dozois ;
- 34,1 km au Sud-Est du centre-ville de Val d’Or ;
- 14,6 km à l’Ouest de la route 117[1].

Après s’être abreuvé en eau du réservoir Dozois, du lac Terrebelle, du Grand lac Victoria et de la décharge du lac Gaotanaga, la rivière des Outaouais se déverse dans la partie Sud du lac Granet ; puis, le courant traverse le lac Granet vers le Nord, jusqu’au barrage situé à l’embouchure.
Les principaux bassins versants autour du lac Granet sont :
- côté Nord : rivière Marrias, ruisseau Vaillancourt ;
- côté Est : Grand lac Victoria ;
- côté Sud : rivière des Outaouais, lac Gaotanaga, Grand lac Victoria ;
- côté Ouest : rivière des Outaouais, Rivière Kânitawigamitek (Val-d'Or).

## Toponymie
Le terme "Granet" constitue un patronyme de famille d'origine française.
Le toponyme "lac Granet" a été officialisé le 5 décembre 1968 à la "Banque des noms de lieux" de la Commission de toponymie du Québec.

## Référence
1. ↑  Atlas du Canada publié sur Internet par le Ministère des ressources naturelles du Canada.
2. ↑  Commission de toponymie du Québec - Banque des noms de lieux - Toponyme: "Lac Granet"